# Cynthia Payne
Cynthia Payne (* 24. Dezember 1932 in Bognor Regis; † 15. November 2015) war eine englische Partyveranstalterin. Sie machte in den 1970er und 1980er Jahren Schlagzeilen, als sie beschuldigt wurde, ein in Großbritannien illegales Bordell in London Borough of Lambeth, einem südwestlichen Bezirk Londons, zu betreiben.

## Leben
Payne wurde 1978 als Betreiberin des größten unsittlichen Hauses der Geschichte zu einer Haftstrafe von 18 Monaten verurteilt. Die Strafe wurde nach einer Berufung später auf sechs Monate reduziert.
Paynes Partys waren unter anderem für ihre Essensmarken berühmt. Diese kosteten £25 und wurden an die Gäste ausgehändigt, die sie gegen die Dienste von Prostituierten eintauschen konnten. Getränke und Speisen wurden durch die Marken ebenfalls abgedeckt.
1986 führte die Polizei eine erneute Razzia in ihrer Wohnung durch und unterbrach eine „Party“, auf der Payne wiederum als Gastgeberin fungierte. Obwohl Payne sich von den Anschuldigungen distanzieren konnte, verursachte der sich anschließende Prozess 1987 erneut mehrere Wochen lang Schlagzeilen in den britischen Medien. Payne beteiligte sich an dieser Entwicklung, indem sie 1988 im Vorfeld der Veröffentlichung ihres Buches Entertaining at Home in grellen Farben immer neue Details schilderte. Die öffentlichen Auftritte fanden einen ihrer Höhepunkte in einer Fernsehsendung bei Dame Edna Everage, an der auch Sir John Mills und Rudolf Nurejew als Gäste teilnahmen. In dieser Sendung verkündete sie Interesse an einem Sitz im britischen Parlament, um auf Änderungen des Sexualstrafrechts hinwirken zu können. Wie angekündigt kandidierte sie im Juli 1988 für die Payne and Pleasure Party in der Nachwahl des Bezirks Kensington, gefolgt von einem Wahlkampf in ihrer Heimatregion Streatham in den britischen Landeswahlen 1992. Payne erlangte in keinem von beiden Fällen einen Sitz.
Zuletzt trat Cynthia Payne regelmäßig als professionelle Gastrednerin auf. Seit 2006 bot sie eine neue Reihe von Dienstleistungen und Produkten an, die sich an Erwachsene richteten.

## Filme
Das Leben Paynes diente als Vorlage für zwei Spielfilme. David Lelands Wish You Were Here – Ich wollte, du wärst hier schildert die Jahre ihrer Jugend, Paynes Leben als erwachsene Frau wird in Terry Jones’ Film Personal Service dargestellt, zu dem Leland ebenfalls das Drehbuch schrieb.

## Werke
- Cynthia Payne: Entertaining at Home. 101 party hints from Britain's most popular hostess. Penguin Books, London 1987, ISBN 0-14-010618-9.